# عبد الرزاق هويا
عبد الرزاق هويا (مواليد 20 فبراير 1987) هو ملاكم تونسي، مثّل بلاده في الألعاب الأولمبية الصيفية 2012.

## روابط خارجية
عبد الرزاق هويا على موقع بوكس ريك (الإنجليزية) (registration required)
- عبد الرزاق هويا على موقع أوليمبيديا (الإنجليزية)